# Emma Löwstädt-Chadwick

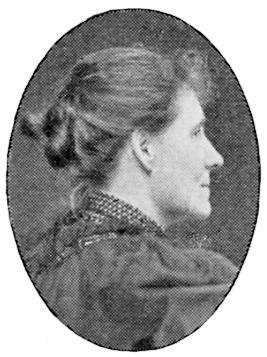
Emma Löwstädt-Chadwick

Emma Löwstädt-Chadwick (ur. 10 sierpnia 1855 w Sztokholmie, zm. 2 stycznia 1932 w Awinionie) – szwedzka malarka. Studiowała w Paryżu w latach 80. XIX wieku. Była członkiem Opponentrörelsen (artystycznego ruchu opozycyjnego). Jej prace wystawiano w Salonach Paryskich oraz w Szwecji.

## Życie i twórczość
Urodziła się w Sztokholmie w 1855 w rodzinie mistrza krawieckiego Carla Rudolfa Löwstädta i Karoliny z domu Nordqvist. Matka zmarła kilka tygodni po urodzeniu piątego, najmłodszego dziecka, Evy, kiedy Emma miała dziewięć lat. (Eva później została znaną artystką, Evą Löwstädt-Åström).  Dziadkiem ze strony ojca był Carl Theodor Löwstädt, malarz miniatur, ilustrator i litograf.
W latach 1874-1880 studiowała w Szkole Sztuki i Rzemiosła oraz w Akademii Sztuk Pięknych w Sztokholmie, a następnie w Paryżu w Académie Julian (wspomina o niej Maria Baszkircew w swoim Dzienniku) pod kierunkiem Roberta Fleury i Charlesa Cazina. Już na pierwszym roku studiów paryskich jeden z jej obrazów został przyjęty na wystawę w Salonie Paryskim.
Obrazy Emmy Löwstädt-Chadwick wystawiane były w Salonie co roku w latach 80. i 90. XIX wieku, a nawet w 1924 roku. Malowała rybaków przy pracy, nadmorskie pejzaże, ale także portrety i mieszczańskie wnętrza. W 1887 otrzymała specjalne wyróżnienie Salonu za obraz zatytułowany Five o'clock tea.
Zgłosiła swoją pracę na Wystawy Światowe w Paryżu w 1889 i 1900 roku. Otrzymała tam wyróżnienie za obraz Strażnik więzienny (Fångvakterska). Zgłosiła również prace na Wystawę Światową w Chicago w 1893.
W 1882 poślubiła amerykańskiego malarza Francisa B. Chadwicka. Kupiła hotel w Grez-sur-Loing (niedaleko lasu Fontainebleau we Francji), który przeznaczyła dla szwedzkiej kolonii artystycznej. Spędziła tam większość swojego życia. Chociaż miała troje dzieci, nigdy nie zrezygnowała z zawodu. Zasoby finansowe męża umożliwiło obojgu odbycie wielumalarskich podróży do różnych krajów, takich jak USA, Hiszpania, Afryka Północna, Włochy i Wielka Brytania. W 2017 w Denver Art Museum w USA odbyła się wystawa objazdowa zatytułowana Artystki w Paryżu 1850 –1900. Pokazano na niej obraz olejny Emmy Chadwick z 1880 zatytułowany Parasol plażowy, Bretania (Strandparasollen, Bretagne); jest to portret jej koleżanki artystki Amandy Sidvall, która siedzi pod parasolem przy sztalugach rozstawionych na plaży. Ten sam obraz był już wystawiany na wystawie w Muzeum Narodowym w Sztokholmie w 1945.
Emma Löwstädt-Chadwick zmarła w Awinionie w 1932. Jej prace można oglądać w Sztokholmskim Muzeum Narodowym oraz w kilku muzeach za granicą.